# Machecoul-Saint-Même
Machecoul-Saint-Même è un comune francese del dipartimento della Loira Atlantica nella regione dei Paesi della Loira.
È stato creato il 1º gennaio 2016 dalla fusione dei preesistenti comuni di Machecoul e Saint-Même-le-Tenu.
Il capoluogo è la località di Machecoul.